# أدوبي فلاش بلاير
أدوبي فلاش بلاير (بالإنجليزية: Adobe Flash Player)‏ (ماكروميديا فلاش بلاير سابقاً) هو مشغل وسائط واسع الانتشار حالياً يستخدم في تشغيل الملفات من امتداد إس دبليو إف (SWF) كالتي تستخدم في عرض الفيديو على الإنترنت كموقع يوتيوب، وبتثبيته يندمج مع المتصفح ويعمل داخل واجهة المواقع.

## المميزات
يتمتع به المشغل من توافقية عالية حيث يتوفر على شكل إضافة في أغلب متصفحات الويب كما يتوفر على شكل برنامج مستقل على أنظمة التشغيل وندوز، لينكس وماك. كما يتوفر على شكل نسخة خفيفة وهي أدوبي فلاش ليت للأجهزة الجوالة.
هذه الميزة تجعل من السهل عمل برامج ذات توافقية عالية بدون أي جهد يذكر.
ويوفر المشغل مسرع ثنائي الأبعاد خاص به لعرض المحتوى متعدد الوسائط الموجود داخل ملف SWF والذي يتكون عادة من رسوميات متجهية أو نقطية أونصوص أو ملفات الفيديو الخاص به.

### مميزات فلاش بلاير 2019
وقد تم تجديد البرنامج لأجل أن يقوم بتشغيل الألعاب ثلاثية الأبعاد 3D والفيديوهات العاملة بجوده عالية بالكوديك H.264, AAC ومقاطع الصوت العاملة بصيغة mp3 وملفات الفلاش SWF المتواجدة على مواقع الإنترنت المتعددة، كل ما هو مطلوب منك فعله هو تحميل برنامج أدوبي فلاش بلاير أخر إنتاج للكمبيوتر الذي يعمل بالعديد من اللغات التي منها اللغة العربية واللغة الإنجليزية، وقد تم إصلاح جميع الأخطاء المرتبطة بالإستقرار والإمن وجميع المشكلات التي كانت موجوده في النسخة الماضية حتى لا تبقى إشكالية في تشغيل المقاطع المرئية.

## تاريخ
- تولت شركة ماكروميديا تطوير مشغل الفلاش منذ الإصدار الثاني عام 1995 [بحاجة لمصدر] إلى عام 2005. فكان يسمى ماكروميديا فلاش بلاير
- اندماج ماكروميديا مع أدوبي عام 2005، وبذلك أصبحت اسمه أدوبي فلاش بلاير وصدرت إصدارة واحدة منه وهي التاسعة
- صدور النسخة التجريبية من الإصدار العاشر للبرنامج ومحاولة جعل الفلاش يعمل كتطبيق مستقل على نظام لينكس
- تم ايقاف العمل على برنامج فلاش بلاير في يوم 31 ديسمبر 2020 ولن تمكن من تنزيله من الموقع الرسمي

## إنتهاء الفلاش بلاير
في نهاية 31 ديسمبر 2020 , قامت أدوبي بايقاف دعم الفلاش بلاير نظرًا لوجود ثغرات أمنية. وقامت شركة Adobe بايقاف امكانية تحميل البرنامج على موقعها وقد قامت بتقدم نصيحة بعدم تحميله من المواقع الأخرى وكما تم ايقاف دعمه من طرف جميع متصفحات الإنترنت تقريبا ومن اشهرها جوجل كروم.

وهذا ما قد كتب على الموقع الرسمي للبرنامج: 
نظرًا لأن Adobe لن تدعم Flash Player بعد 31 ديسمبر 2020 وستحظر Adobe تشغيل محتوى Flash في Flash Player بدءًا من 12 يناير 2021، توصي Adobe بشدة جميع المستخدمين بإلغاء تثبيت Flash Player فورًا للمساعدة في حماية أنظمتهم.  

## وصلات خارجية
- الموقع الرسمي